# Shuhei Hotta
Shuhei Hotta (født 12. maj 1989) er en japansk fodboldspiller.